# Салва
Са́лва — річка в Україні, у межах Виноградівського та Берегівського районів Закарпатської області. Ліва притока Боржави (басейн Дунаю).

## Опис
Довжина Салви 28 км, площа басейну 149 км². Долина завширшки до 1,7 км. Річище помірно звивисте, каналізоване, завширшки в середньому 4 м. Похил річки 3,1 м/км. Споруджено ставки (на північ від м. Виноградова). 

## Розташування
Витоки розташовані на північ від села Букове (Виноградівський район), серед невисоких пагорбів південно-західних відногів гірського масиву Тупий. Річка тече спочатку на південний захід, біля масиву гори Чорна Гора повертає на захід і далі тече територією Закарпатської низовини. Впадає у Боржаву на південний схід від села Квасово. 
Притоки: Бельва (ліва); Ретгат (права).